# Фёрстрова-Лаутерерова, Берта
Берта Фёрстрова-Лаутерерова (чеш. Berta Foersterová-Lautererova; 11 января 1869, Прага, Богемия — 9 апреля 1936, Прага) — чешская оперная певица (лирико-драматическое сопрано).
Окончила Пражскую консерваторию. Солистка оперных театров в Праге (1887—1893), Гамбурге (1893—1901) и Вене (1901—1913). Была первой исполнительницей главных партий в операх Б. Сметаны, А. Дворжака, И. Б. Фёрстера (своего мужа); лучшие из созданных ею образов — из вагнеровского репертуара. Широкий диапазон голоса позволял певице выступать и в партиях меццо-сопрано (Кармен, «Кармен» Бизе). Высокую оценку исполнению партии Татьяны («Евгений Онегин») дал П. И. Чайковский.
Жена композитора Йозефа Богуслава Фёрстера.